# Кокс, Уильям (губернатор)
Уильям Кокс (англ. William Cox), полное имя Уильям Джон Эллис Кокс (англ. William John Ellis Cox; род. 1 апреля 1936, Хобарт, Тасмания, Австралия) — австралийский юрист и политик, 26-й губернатор Тасмании (2004—2008).

## Биография
Уильям Кокс родился 1 апреля 1936 года в Хобарте.
Окончив Университет Тасмании, с 1960 года работал адвокатом, в 1961—1976 годах — в компании Dobson, Mitchell & Allport. В 1976 году он был назначен судьёй, а в 1978 году стал королевским адвокатом (англ. Queen’s Counsel).
В 1982 году Кокс стал членом Верховного суда Тасмании, а в 1995—2004 годах был его председателем (англ. Chief Justice). В частности, в 1996 году он участвовал в суде над Мартином Брайантом, который был приговорён к 35 пожизненным заключениям за убийство 35 человек в Порт-Артуре.
В августе 2004 года, после того как предыдущий губернатор Тасмании Ричард Батлер подал в отставку, Уильям Кокс был назначен исполняющим обязанности губернатора, а затем, с 15 декабря 2004 года, он был утверждён губернатором Тасмании. Он стал вторым (после Гая Грина) губернатором Тасмании, родившимся на территории штата и острова Тасмания. Он проработал губернатором до 2008 года.
В июне 1999 года Грин стал  компаньоном ордена Австралии (A.C.). У него также есть знаки отличия за службу в Королевском Тасманийском полку, в том числе за службу во Вьетнаме.
У Уильяма Кокса и его жены Джоселин (Jocelyn) трое детей.